# Schirmannsreith
Schirmannsreith ist eine Ortschaft und als Schiermannsreith eine Katastralgemeinde der Stadtgemeinde Geras im Bezirk Horn im niederösterreichischen Waldviertel mit 45 Einwohnern (Stand 1. Jänner 2024).

## Geografie
Im vom Piegerbach durchflossenen Dorf treffen die Landesstraßen L1182, L1186 und L1191 aufeinander. Im Nordwesten befindet sich der Sasswald, ein mittelgroßes Waldgebiet. Zur Ortschaft zählt auch die Hauermühle oberhalb des Ortes. Am 1. April 2020 umfasste die Ortschaft 35 Adressen.

## Geschichte
Die mittelmäßig bestifteten Landbauern, die allerdings nur über wenig Wiesen und Wälder verfügten, bauten zumeist Roggen und Hafer an, aber kaum Weizen oder Gerste, beschrieb Schweickhardt im 19. Jahrhundert den Ort. Weiters wurden Hülsenfrüchte, Kartoffel, Flachs, Kohl, Rüben und Klee gepflanzt. Die örtliche Viehzucht war gerade einmal durchschnittlich, da immer noch der Weidegang vorherrschte.
Im Jahr 1822 wurde der Ort als Dorf mit 32 Häusern genannt, das nach Harth eingepfarrt war, wohin auch die Kinder eingeschult wurden. Die Herrschaft Drosendorf besaß die Ortsobrigkeit, übte die Landgerichtsbarkeit aus und besorgte die Konskription. Die Untertanen und Grundholde des Ortes gehörten den Herrschaften Drosendorf und Walkenstein. Laut Adressbuch von Österreich waren im Jahr 1938 in der Ortsgemeinde Schirmannsreith ein Gastwirt, ein Gemischtwarenhändler, ein Schmied und mehrere Landwirte ansässig.